# 차오몐

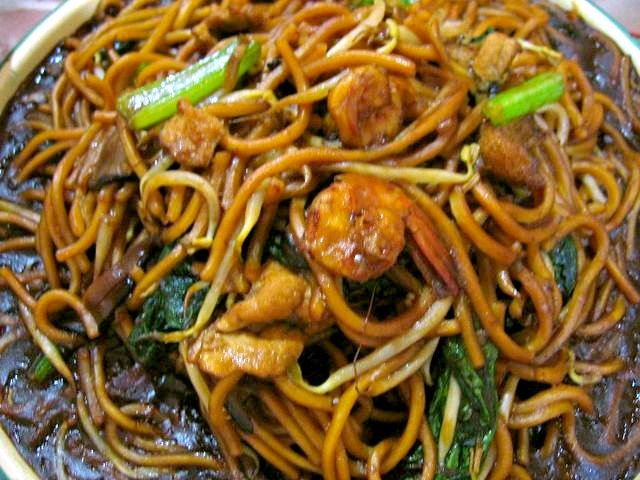
차오몐

차오몐(중국어 간체자: 炒面, 정체자: 炒麵 차오몐[*])은 기름에 볶은 국수 요리를 뜻하는 중국어 낱말이다. 이 요리의 종류는 다양하지만 크게 보면 두 가지로 나뉜다. 하나는 부드러운 국수, 또다른 하나는 얇고 파삭파삭한 홍콩 스타일의 국수이다. 인도, 네팔, 영국, 미국에서 특히 대중적이다.
대한민국에서는 차우멘, 초면, 차오면, 차오메인, 차오미엔, 차우면, 초우면, 초우미엔 등 중국 본토 발음과 한국식 한자 발음 등 다른 이름으로도 불린다.

## 같이 보기
- 중국의 국수
- 야키소바(볶음우동)
- 호키엔 미